# Trae Young
Rayford Trae Young (* 19. September 1998 in Lubbock, Texas) ist ein US-amerikanischer Basketballspieler, der zurzeit bei den Atlanta Hawks in der NBA unter Vertrag steht.
Bei der NBA-Draft 2018 wurde er an fünfter Stelle von den Dallas Mavericks ausgewählt, danach aber an die Hawks abgegeben.

## Laufbahn
Young, dessen Vater Rayford als Basketballer für die Mannschaft der Texas Tech University spielte, verbuchte während seines Senior-Jahres an der Norman North High School (US-Bundesstaat Oklahoma) einen außergewöhnlich hohen Punkteschnitt von 42,6 je Begegnung, darüber hinaus kam er pro Spiel auf 5,8 Rebounds und gab 4,1 Korbvorlagen je Partie. In den Jahren 2016 und 2017 wurde er als bester High-School-Basketballspieler im Bundesstaat Oklahoma ausgezeichnet.
Er entschloss sich, nach seiner Schulzeit an die University of Oklahoma zu wechseln und machte dort in seinem ersten und einzigen Spieljahr mit herausragenden statistischen Werten auf sich aufmerksam: Young führte als Freshman die erste Division der NCAA während der Saison 2017/18 bei den je Spiel erzielten Punkten (27,4) und Korbvorlagen (8,7) an, was zuvor noch keinem Spieler gelungen war. Gleichzeitig war seine Anzahl an Ballverlusten pro Partie (5,2) aber ebenfalls hoch. Kurz nach dem Ende des Spieljahres 2017/18 beendete Young seine Universitätslaufbahn und gab bekannt, seine Karriere künftig als Berufsbasketballspieler fortzusetzen. Beim Draft-Verfahren der NBA im Juni 2018 wurde er an fünfter Stelle von den Dallas Mavericks ausgewählt, aber umgehend zu den Atlanta Hawks transferiert. Im Gegenzug erhielten die Mavericks Luka Dončić, welchen die Hawks am selben Abend an dritter Stelle nahmen. Die Hawks erhielten von Dallas zudem neben Young ein geschütztes Erstrundenauswahlrecht (erster bis fünfter Pick) für die NBA-Draft 2019.
Young erhielt in Atlanta sofort den Platz des Stamm-Point-Guards. Am 1. März 2019 erzielte Young bei der 161:168-Niederlage der Hawks gegen die Chicago Bulls einen Karrierehöchstwert von 49 Punkten. Er bestritt im Spieljahr 2018/19 insgesamt 81 Partien und erzielte dabei im Durchschnitt 19,1 Punkte sowie 8,1 Korbvorlagen je Begegnung. Am Ende der Saison 2018/19 wurde Young einstimmig in das NBA All-Rookie First Team gewählt. Durch seine Wahl in die NBA-Auswahl 2022 wird seine im Jahr 2021 unterzeichnete Vertragsverlängerung (eine sog. Super-max extension) ab der Saison 2022/23 30 % der Gehaltskappung wert sein anstatt 25 %. Von der Saison 2018/19 bis 2022/23 gehörte Young jeweils zu den fünf NBA-Spielern mit den besten Assist-Werten.

### Nationalmannschaft
Mit der U18-Nationalmannschaft der Vereinigten Staaten gewann er 2016 die Amerikameisterschaft.

## Erfolge und Auszeichnungen
- 1× All-NBA Third Team: 2022
- 4× NBA All-Star: 2020, 2022, 2024, 2025
- NBA All-Rookie First Team: 2019

## Karriere-Statistiken

### NBA

#### Reguläre Saison
| Saison   | Team     | GP  | GS  | MPG  | FG % | 3P % | FT % | RPG | APG  | SPG | BPG | PPG  |
| -------- | -------- | --- | --- | ---- | ---- | ---- | ---- | --- | ---- | --- | --- | ---- |
| 2018–19  | Atlanta  | 81  | 81  | 30.9 | .418 | .324 | .829 | 3.7 | 8.1  | 0.9 | 0.2 | 19.1 |
| 2019–20  | Atlanta  | 60  | 60  | 35.3 | .437 | .361 | .860 | 4.3 | 9.3  | 1.1 | 0.1 | 29.6 |
| 2020–21  | Atlanta  | 63  | 63  | 33.7 | .438 | .343 | .886 | 3.9 | 9.4  | 0.8 | 0.2 | 25.3 |
| 2021–22  | Atlanta  | 76  | 76  | 34.9 | .460 | .382 | .904 | 3.7 | 9.7  | 0.9 | 0.1 | 28.4 |
| 2022–23  | Atlanta  | 73  | 73  | 34.8 | .429 | .335 | .886 | 3.0 | 10.2 | 1.1 | 0.1 | 26.2 |
| 2023–24  | Atlanta  | 54  | 54  | 36.0 | .430 | .373 | .855 | 2.8 | 10.8 | 1.3 | 0.2 | 25.7 |
| Gesamt   | Gesamt   | 407 | 407 | 34.1 | .436 | .355 | .873 | 3.6 | 9.5  | 1.0 | 0.1 | 25.5 |
| All-Star | All-Star | 3   | 2   | 16.4 | .379 | .316 | –    | 2.7 | 9.0  | 0.7 | 0.0 | 9.3  |

#### Play-offs
| Saison  | Team    | GP | GS | MPG  | FG % | 3P % | FT % | RPG | APG  | SPG | BPG | PPG  |
| ------- | ------- | -- | -- | ---- | ---- | ---- | ---- | --- | ---- | --- | --- | ---- |
| 2020–21 | Atlanta | 16 | 16 | 37.7 | .418 | .313 | .866 | 2.8 | 9.5  | 1.3 | 0.0 | 28.8 |
| 2021–22 | Atlanta | 5  | 5  | 37.3 | .319 | .184 | .788 | 5.0 | 6.0  | 0.6 | 0.0 | 15.4 |
| 2022–23 | Atlanta | 6  | 6  | 38.3 | .403 | .333 | .860 | 3.7 | 10.2 | 1.7 | 0.7 | 29.2 |
| Gesamt  | Gesamt  | 27 | 27 | 37.8 | .402 | .297 | .852 | 3.4 | 9.0  | 1.2 | 0.1 | 26.4 |